# Torenfort

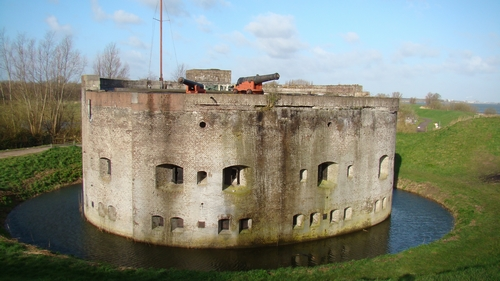
Klein torenfort, de Westbatterij in Muiden.

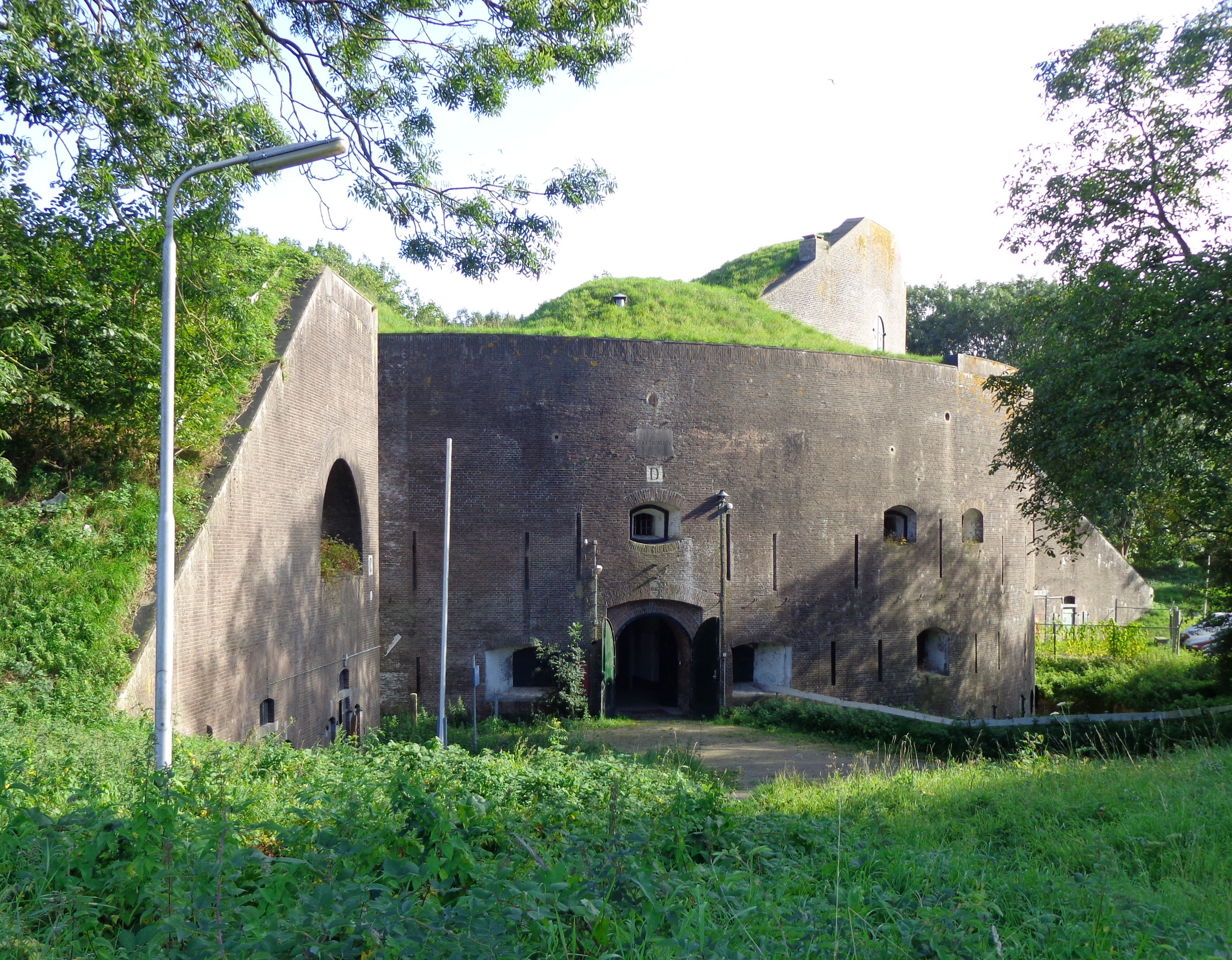
Torenfort Everdingen met links de zijmuur van de contrascarpgalerij.

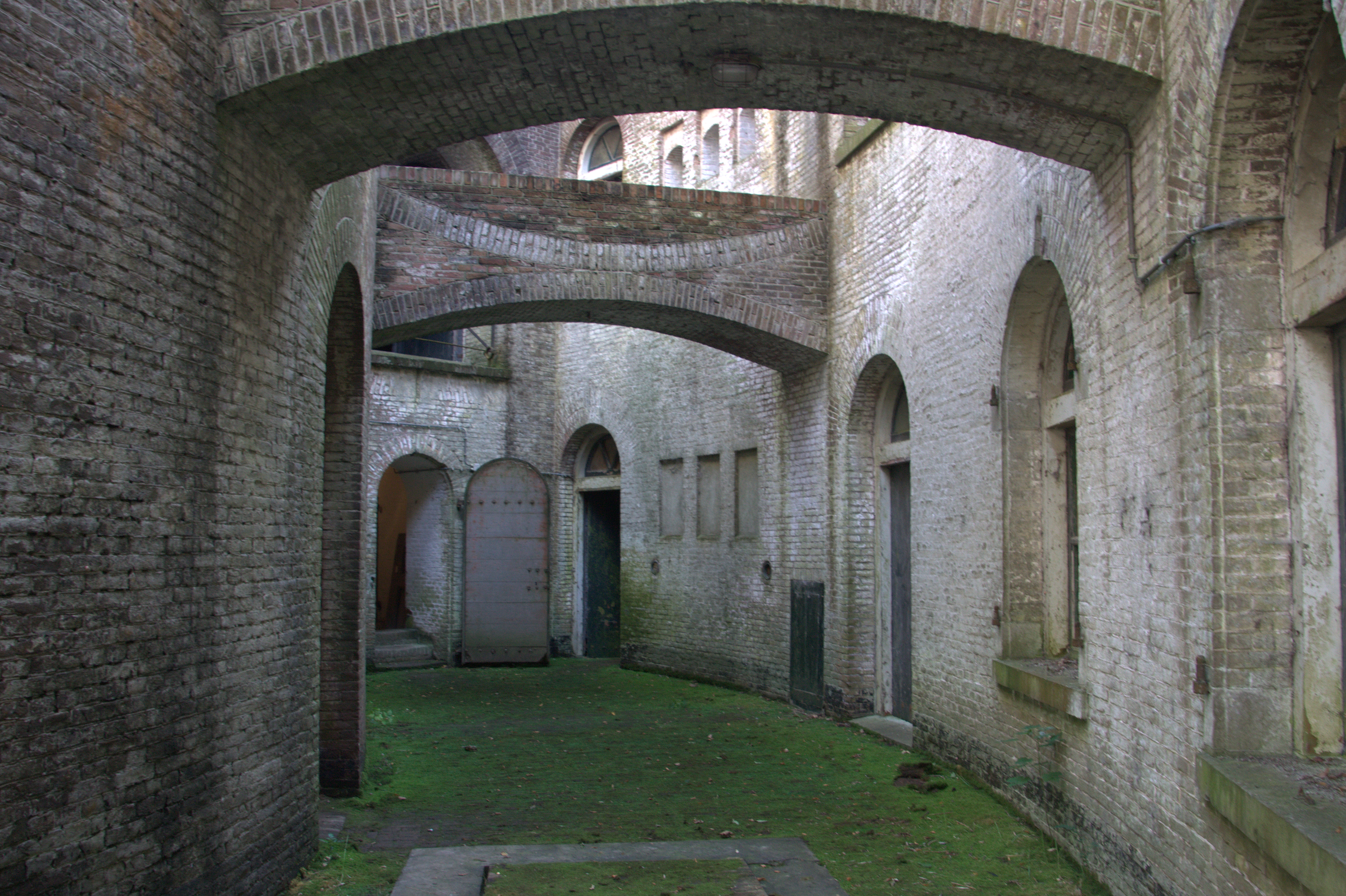
De contrascarpgalerij van Fort Honswijk met links het torenfort.

Een torenfort is een type fort gebouwd in de 19e eeuw. Een dergelijk fort bestaat uit een centrale toren van twee of meer verdiepingen in zwaar metselwerk. Het wordt omgeven door wallen en een brede gracht. Het was geschikt voor zowel nabijverdediging als voor artillerievuur op grotere afstand.

## Beschrijving
De filosofie achter een torenfort was dat de ronde vorm het meeste kanonvuur zou laten afketsen terwijl de toren zelf een enorme concentratie van verdedigend vuur zou kunnen herbergen.
Het idee was niet nieuw. Het Nederlandse torenfort is geïnspireerd op de Britse martellotoren en de Franse Tour Modèle. Van deze laatste zijn in Nederland aan het begin van de 19e eeuw drie torens gebouwd, in Fort Sabina Henrica (model 2), in Fort de Hel (model 3) en Fort Prins Frederik. De Britse versie is in Nederland nooit gebouwd.
De hoofdbouw van deze forten werd gevormd door massieve bakstenen torens. De muren waren tot zo’n drie meter dik en voorzien van veel schietgaten voor geschut en handvuurwapens. Aan de frontzijde waren de muren dikker, de muren van het torenfort in Fort Everdingen zijn aan de oostzijde 3,2 meter dik en aan de westzijde minder dan twee meter. De torens stonden vrij op het fortterrein en werden meestal bekroond door kantelen. Achter deze borstwering kon extra geschut worden opgesteld en het dak stak enige meters boven de omwalling uit. Het geheel werd met een smalle gracht omringd met een ophaalbrug voor de toegang. Alle functies van het fort waren in het gebouw ondergebracht, opstelplaatsen voor geschut en andere wapens, magazijnen voor munitie en kruit, verblijven voor de wacht, een keuken en opslagruimten voor ander zaken.
De torens hadden een buitendiameter van 33 tot 41 meter, afhankelijk van de taak en de aanwezige ruimte. Ze werden vooral gebouwd in dijken. Bij inundatie beleven de dijken droog en de optrekkende vijand kon hiervan gebruik maken, maar dit werd door de torenforten belet. 
Deze bouwwerken raakten snel verouderd door de introductie van de brisantgranaat en de kanonnen met een getrokken loop. In de jaren zeventig en tachtig van de 19e eeuw werden de meeste torens aangepast. De geschutopstelling op het dak verdween en werd vervangen door een aarden dekking. Ter bescherming van het metselwerk werd een beschuttende aarden wal aangelegd aan de frontzijde, meestal de oostzijde. Bij de forten met voldoende ruimte werd hiervoor een contrascapgalerij gebouwd. De gracht direct rondom het fort werd gedempt.
Een vroeg voorbeeld van een torenfort is het Fort Napoleon, opgetrokken tussen 1811 en 1814 te Oostende, België. In Nederland werden ze voor het eerst toegepast vanwege de drooglegging van de Haarlemmermeer, met de bouw van Fort aan de Liede en het Fort aan het Schiphol.

## Bestaande torenforten
Voorbeelden van torenforten in Nederland die nu nog gezien kunnen worden zijn:
- Westbatterij, Muiden
- Torenfort aan de Ossenmarkt, Weesp
- Fort bij Uitermeer
- Fort Nieuwersluis
- Fort Honswijk, Houten
- Fort Everdingen
- Fort bij Asperen
- Fort Vuren
- Fort Altena / Fort aan de Uppelse Dijk
- Fort Orthen, Den Bosch

acces · affuit · approche · arsenaal · banket · barbacane · barbette · bastion · bastei · batterij · bedekte weg · beer · berm · blokhuis · bolwerk · borstwering · bres · buitenwerk · bunker · bonnet-traverse · caponnière · circumvallatielinie · citadel · contravallatielinie · contre-approche · contrefossé · contregarde · coupure· contrescarpe · courtine · couvre-face · cunette · damsluis · Dienst der Fortificatiën · demi-lune · dwingel · enveloppe · erkertoren · escarpe · face · faussebraye · flank · flèche · fort · fossé · glacis · gracht · halve maan · hamei · hoornwerk · inundatie ·  inundatiekanaal · inundatiesluis · Italiaans vestingstelsel · kat · kazemat · keel · kroonwerk · kruithuis · landpoort · linie · lunet · mezekouw · Nieuw Nederlands Vestingstelsel · onderwal · ontmanteling · opril · Oud-Nederlands vestingstelsel · palissade · papenmuts · plongee · polygonaal stelsel · poortgebouw · poterne · pulvertoren · ravelijn · redan · redoute · reduit · retranchement · rondeel · saillant · sas · schans · schietgat · schilderhuis · schootsveld · singel · sortie · stadsmuur · stadspoort · tamboer · terreplein · tenaille · tobruk · torenfort · traverse · valhek · verdedigingswerk · vesting · vestingstad · voorwerk · wal · walstraat · waltoren · wapenplaats · waterlinie · waterpoort · weermuur · wolfskuil · zwaluwstaart